# Équipe de Biélorussie féminine de football
Cet article traite de l'équipe féminine. Pour l'équipe masculine, voir Équipe de Biélorussie de football.
Maillots
L'équipe de Biélorussie féminine de football est l'équipe nationale qui représente la Biélorussie dans les compétitions internationales de football féminin. Elle est gérée par la Fédération biélorusse de football.
La Biélorussie joue son premier match officiel le 4 novembre 1995 à Kędzierzyn-Koźle contre la Pologne (défaite 3-0). Les Biélorusses n'ont jamais participé à une phase finale de compétition majeure de football féminin, que ce soit le Championnat d'Europe féminin de football, la Coupe du monde ou les Jeux olympiques.

## Classement FIFA
| Année              | 2003 | 2004 | 2005 | 2006 | 2007 | 2008 | 2009 | 2010 | 2011 | 2012 | 2013 | 2014 | 2015 | 2016 | 2017 | 2018 | 2019 | 2020 | 2021 | 2022 | 2023 |
| ------------------ | ---- | ---- | ---- | ---- | ---- | ---- | ---- | ---- | ---- | ---- | ---- | ---- | ---- | ---- | ---- | ---- | ---- | ---- | ---- | ---- | ---- |
| Classement mondial | 43   | 40   | 42   | 38   | 39   | 40   | 42   | 38   | 37   | 38   | 38   | 49   | 51   | 49   | 52   | 56   | 53   | 56   | 54   | 56   | 57   |